# Deborah Carvalho Malta
Deborah Carvalho Malta é uma cientista brasileira, professora do Departamento de Enfermagem Materno Infantil e Saúde Pública da Escola de Enfermagem da Universidade Federal de Minas Gerais (UFMG), atuando na área de Saúde Coletiva.
Seus artigos têm alto impacto e grande número de citações. Foi considerada uma das mil principais pesquisadoras mulheres do mundo em lista do portal Research.com em 2022.

## Formação
Deborah se formou pela Universidade Federal de Juiz de Fora em 1985. Fez doutorado em Saúde Coletiva na Universidade Estadual de Campinas, concluído em 2001.

## Pesquisa
Deborah é pesquisadora da área de saúde pública. Entre os temas pesquisados estão Doenças Crônicas Não Transmissíveis (DCNT), inquéritos populacionais, análises de fatores de risco, estudos em mortalidade, e avaliação em saúde.
No tema de DCNT, Deborah e colaboradores mostraram que, nos 30 anos anteriores no Brasil, os fatores de risco para diabetes e câncer se agravaram, e é necessário mais investimento estatal para atingir os Objetivo de Desenvolvimento Sustentável da Organização Mundial da Saúde. O tabagismo, no entanto, teve grande redução, graças a políticas públicas.
Coordenou uma pesquisa sobre violência sexual contra adolescentes, usando dados da Pesquisa Nacional de Saúde do Escolar (PeNSE) de 2019.
Também coordenou estudo que mostrou que a pessoas lésbicas, gays, bissexuais ou membros de outras minorias sexuais têm mais que o dobro de chance de sofrer violência, quando comparadas com pessoas heterossexuais, sendo a mais comum a violência psicológica.
No contexto da pandemia de COVID-19 no Brasil, descobriu que pessoas com doenças crônicas tiveram mais dificuldade em acessar serviços de saúde em relação a população em geral, e que a pandemia afetou mais intensamente pessoas mais vulneráveis, como pobres, negros, indígenas, moradores de áreas de risco e periferias.

## Reconhecimento
Os artigos em que Deborah aparece como autora recebem muitas citações. Em 2019, Deborah esteve na lista dos 100 mil cientistas mais citados do mundo, em pesquisa publicada na revista PLOS Biology.
Em 2022, figurou a lista de mil melhores cientistas mulheres no mundo. A lista, gerada pelo portal Research.com, considerou o Índice h das cientistas. Deborah ficou na 835ª posição mundial e 2ª nacional, com um índice h de 101, causado pelas 89 mil citações de seus 766 artigos.
Está na 75ª posição entre cientistas da América Latina e 34ª do Brasil na lista Latin America Top 100 Scientists 2023 da AD Scientific Index.